# Tesseract (software)
Tesseract è un software libero per il riconoscimento ottico dei caratteri (OCR) .

## Storia
Sviluppato originariamente come software proprietario dalla Hewlett-Packard tra il 1985 e il 1995, non venne più aggiornato nel decennio successivo. Rilasciato come open source nel 2005 da Hewlett Packard e dall'Università del Nevada a Las Vegas, con la licenza Apache, versione 2.0, dal 2006 al novembre 2018  è stato sviluppato da Google. Attualmente lo sviluppo è portato avanti in modalità aperta da un gruppo di volontari e sviluppatori indipendenti.

## Funzionamento
Come tutti i programmi OCR, anche Tesseract serve a convertire il testo contenuto in un'immagine, ottenuta di solito per mezzo di uno scanner, in caratteri comprensibili ad un elaboratore di testi. I risultati sono molto buoni per quanto riguarda il riconoscimento dei caratteri; manca invece la capacità di mantenere il layout delle pagine, per esempio le tabelle o le colonne. Inizialmente limitato ai soli caratteri ASCII, nell'ottobre 2011  Tesseract supporta i caratteri UTF-8 e riconosce 33 lingue.
Si può provare l'uso del software da riga di comando digitando, in una finestra di terminale, il seguente comando:
tesseract <percorso del file di immagine> <nome del file di output>
Sarà generato automaticamente un file di testo con estensione «.txt».

## GUI
In generale tesseract è utilizzabile solo da riga di comando o tramite API ma esistono diverse implementazioni che aggiungono un'interfaccia grafica, tra queste citiamo:
- NAPS2
- Rescribe
- Scribe OCR
- VietOCR